# Alergen
Alergen je tvar koje unesena u organizam izaziva pojavu odgovarajućih specifičnih tvari (protutijela) u tjelesnim tekućinama ili u stanicama i tako na specifičan način mijenja reaktivnost predmetnog organizma. 
U najčešće alergene spadaju pelud, životinjske dlake, perje i perut, plijesni, hrana životinjskog porijekla bogata bjelančevinama, lijekovi životinjskog podrijetla (serumi) itd.
Alergen izaziva simptome alergijskih bolesti koje ovise o tvari (alergenu) koji pokreće alergijsku reakciju i o organskom sustavu u kojem ova tvar manifestira svoje djelovanje. 

## Povijest
U 21. stoljeću učestalost alergija se udvostručila, a time i povećala svijest o ovoj opasnosti. Alergija nije nova bolest. Pretpostavlja se da najranije bilješke o alergiji potječu iz Egipta, iz doba kralja Mensesa, između 3640. i 3300. godine prije nove ere. Kralj Menses umro je od uboda ose. Još jedan slučaj iz povijesti (ili legenda) vezan je za kralja Rikarda III. koji je vješto iskoristio svoju alergiju na jagode. Kralj je namjerno pojeo jagode, i vrlo brzo dobio je jak osip i optužio svog protivnika Lorda Williama Hastingsa da je bacio kletvu na njega.

Rimski pjesnik i filozof, Tit Lukrecije Kar (98—55. pr. n. e.), promatrao je burne reakcije na uobičajene tvari koje su ga okruživale. Prateći te reakcije, došao je do zaključka: 
Moderna era upoznavanja alergena i alergija započela je s početka 19. stoljeća, kada je austrijski pedijatar Clemens von Pirkvet prvi 1906. godine upotrijebio riječi alergija i alergen da bi opisao čudno stanje čiji simptomi nisu bili povezani s nekom poznatom bolešću.

## Unos alergena u organizam i simptomi koje uzrokuju
Alergene najčešće udišemo, uzimamo hranom i pićem ili kao lijekove. Primamo ih također kroz injekcije, a u tijelo ulaze i ubodom insekata ili u kontaktu s kožom. Alergeni koji dolaze u kontakt s organizmom preko kože uzrokuju najčešće kožne tegobe. Kod alergena koji se unose u organizam gutanjem dominiraju simptomi od strane probavnog sustava ili kože, rjeđe dišnog sustava. Kod djelovanja alergena koji se unose u organizam udisanjem najčešće dominiraju simptomi od strane dišnog sustava.
Prema načinu na koji ulaze u tijelo, alergene dijelimo na više skupina.

## Podjela alergena prema podrijetlu
Alergeni mogu poticati iz vanjskog svijeta i samog organizma, i dijele se na: 
Alergene iz vanjskog svijeta (egzoalergeni).
Egzoalergeni mogu biti životinjskog, biljnog ili mineralnog podrijetla. 
Alergene iz organizma (endoalergeni).
Endogeni alergeni mogu biti iz:
- vlastitog organizma (autoalergeni),
- organizma iste vrste (izoalergeni)
- organizma drugih vrsta (heteroalergeni).

- Pelud
- Izvori nutritivnih alergena
- Grinje
- Izvori glutena

## Podjela alergena na skupine
Alergeni su prema načinu određivanja grupirani u skupine:
- inhalacioni alergeni – pelud, grinje, plijesni, kemikalije koje hlape.
- inhalacioni alergeni – ostali (kozmetička sredstva, alergeni na radnom mestu...)
- nutritivni alergeni
- ubodi insekata
- screening testovi

## Vanjske poveznice
|  | Molimo pročitajte upozorenje o korištenju medicinskih informacija. Ne provodite liječenje bez savjetovanja s liječnikom! |